# SMS Drache (1861)
Panserskibet Drache var det andet panserskib i den kejserlige østrigske marine. Det var bygget af træ og derefter beklædt med panserplader, og på grund af trækonstruktionen blev det kasseret efter 13 års tjeneste. Skibet havde en kraftig vædderstævn, men dets artilleri var ikke meget bevendt. Den østrigske flåde var på det tidspunkt kun i stand til at levere glatløbede forladere, og der gik nogle år, før skibet fik moderne kanoner. Navnet Drache betyder drage.

## Tjeneste
Drache var en del af den østrigske flåde, der besejrede den italienske i slaget ved Lissa i 1866. Skibet blev ramt af 17 træffere, hvoraf en kappede hovedet af kaptajnen, von Moll. Hans næstkommanderende fik skibet under kontrol igen og fik det tilbage i slaget. I årene 1869-72 blev skibet istandsat og fik nyt artilleri, men allerede i 1875 udgik det af flåden.